# Левобупівакаїн
Левобупівакаїн (МНН, [liːvoʊbjuːˈpɪvəkeɪn]) — місцевий анестетик, що належить до групи амінів. Це S-енантіомер бупівакаїну.
Левобупівакаїну гідрохлорид зазвичай продається AbbVie під торговою назвою Хірокаїн.

## Клінічне застосування
Порівняно з бупівакаїном, левобупівакаїн пов'язаний із меншою вазодилатацією та має більшу тривалість дії. Він приблизно на 13 % менш потужний (за молярністю), ніж рацемічний бупівакаїн, і має довшу тривалість часу настання моторного блоку.
У дослідженнях хірургічної анестезії у дорослих левобупівакаїн забезпечував сенсорний блок впродовж 9 годин після епідурального введення у дозі до 202,5 мг; 6,5 години після інтратекального приймання 15 мг, 17 годин після блокування плечового сплетення у дозі 2 мг/кг. Рандомізовані подвійні сліпі клінічні дослідження встановили, що анестезувальні ефекти левобупівакаїну були значною мірою подібними до ефектів бупівакаїну в тій же дозі. Сенсорний блок, як правило, був довшим при застосуванні левобупівакаїну, ніж бупівакаїну, і становив різницю від 23 до 45 хвилин при епідуральному введенні та приблизно 2 години при блокуванні периферичних нервів. При епідуральному введенні левобупівакаїн виробляє менш тривалий руховий блок ніж сенсорний.

### Показання
Левобупівакаїн призначається для місцевої анестезії, включаючи інфільтрацію, блокаду, офтальмологічну, епідуральну та інтратекальну анестезію у дорослих; та інфільтраційне знеболення у дітей.

### Протипоказання
Левобупівакаїн протипоказаний для внутрішньовенної анестезії (англ. IVRA), введення у суглоби.

### Побічні ефекти
Побічні реакції на лікарські засоби (англ. ADRs) рідкісні, якщо їх правильно вводити. Більшість ADRs стосуються техніки введення (що призводить до системного впливу) або фармакологічних ефектів анестезії, однак алергічні реакції виникають рідко.
Системний вплив надмірних кількостей бупівакаїну в основному призводить до змін у центральній нервововій системі (ЦНС) та серцево-судинних реакцій. Ефекти ЦНС зазвичай виникають при нижчих концентраціях анестетика у плазмі крові та додаткових серцево-судинних ефектах, що спостерігаються при більш високих концентраціях, хоча серцево-судинний колапс може мати місце і при низьких концентраціях. Реакції ЦНС можуть включати, збудження ЦНС (нервозність, поколювання навколо рота, шум у вухах, тремор, запаморочення, затуманення зору, судоми) з наступною депресією (сонливість, втрата свідомості, пригнічення дихання та апное). Серцево-судинні реакції включають гіпотонію, брадикардію, аритмії та/або зупинку серця — деякі з них можуть бути обумовлені гіпоксемією, вторинною внаслідок депресії дихання.

### Постартроскопічний гленохумеральний хондроліз
Левобупівакаїн токсичний для хряща, і їх внутрішньосуглобові вливання можуть призвести до постартроскопічного гленогумерального хондролізу.

## Синоніми
КІРОКАЇН, Хірокаїн, Levobupivacaine hydrochloride

## Джерело
- Foster RH, Markham A. Levobupivacaine: a review of its pharmacology and use as a local anaesthetic. Drugs. 2000 Mar;59(3):551-79. doi: 10.2165/00003495-200059030-00013. PMID 10776835. https://pubmed.ncbi.nlm.nih.gov/10776835/ [Архівовано 17 травня 2021 у Wayback Machine.]